# Птичий короб 2: Барселона
«Птичий короб 2: Барселона» (англ. Bird Box Barcelona) — постапокалиптический фильм ужасов, сиквел картины «Птичий короб». Главную роль в нём сыграл Марио Касас. Фильм вышел на Netflix 14 июля 2023 года.

## Сюжет
Мир захвачен таинственными сущностями, которые, при визуальном контакте, манипулируют человеческим сознанием, заставляя людей немедленно совершать самоубийство.
Себастьян приводит свою дочь Анну на заброшенный роллердром. На выходе их атакует группа слепых людей, Себастьян берет осколок бутылки, но Анна жестами показывает ему, чтобы он не нападал на слепых. После того, как группа уходит, Себастьян и Анна надевают светонепроницаемые очки и выходят на улицу.
Там они сталкиваются с группой выживших и Себастьян выражает желание присоединиться к ним. Он говорит, что знает, где можно достать генераторы, так как раньше работал инженером на электростанции. Выжившие соглашаются взять его с собой. Себастьян говорит Анне, чтобы она ждала его тут, поскольку он не уверен, что это хорошие люди.
Вместе с новыми знакомыми Себастьян приходит на их базу — бывший автовокзал (депо). Там один из членов группы рассказывает, что в прошлом его атаковали так называемые «видящие» — люди, не совершающие самоубийства при контакте с сущностями, но насильно заставляющие других смотреть на существ.
Ночью, пока все спят внутри автобуса, Себастьян находит ключи, запирается в кабине водителя, заводит двигатель и ведёт автобус на выезд из депо.
При выезде автобус переворачивается, и все находившиеся в нем видят сущности, после чего начинают убивать себя. Себастьян оказывается «видящим», который верит, что сущности есть ничто иное как божественное явление и он спасает людей через их смерть. После каждой смерти Себастьян видит, как тело человека покидает сгусток света.
Его дочь Анна оказывается лишь плодом его воображения, и именно она говорит ему делать так, чтобы другие видели сущности.
Следует флешбек. Девять месяцев назад в Барселоне начинается хаос, связанный с появлением сущностей. Себастьян забирает Анну из школы, после чего его жена погибает в автокатастрофе. В поисках убежища Себастьян с Анной заходят в храм, где встречают Эстебана — священника, который уже является «видящим» и верит, что сущности — это ангелы. Эстебан говорит, что человечество должно освободиться от страданий, приняв смерть.
Себастьян и Анна убегают и поселяются в квартире, которая служит им убежищем.
В настоящем времени Себастьян встречает ещё одну группу выживших в сопровождении двух собак. В группу входят кинолог Рафа, доставщик пиццы Октавио, англичанка-психиатр Клэр, пожилая пара Роберто и Изабель, а также маленькая немецкая девочка София, говорящая только по-немецки.
Так как Себастьян работал с немцами, он тоже говорит по-немецки и узнает от Софии, что та потеряла маму в хаосе событий. Также она рассказывает, что слышала по радио об убежище, которое находится в замке в горах, недосягаемых для сущностей. Группа решает идти туда.
По пути Себастьян перерезает поводки собак из-за чего те убегают. Рафа бежит за ними, но вынужден снять повязку с глаз, что приводит его к контакту с сущностью и немедленной гибели.
Остальные прячутся в подъезде дома. Там выясняется, что Роберто ранен и ему нужны лекарства. Себастьян, Клэр и Октавио идут в квартиры на поиски медикаментов. В одной из квартир Себастьян обманом заставляет Октавио снять повязку, из-за чего тот погибает. Однако в этот раз Себастьян не видит исходящий свет от тела Октавио, что заставляет его сомневаться в правильности своих действий.
Оставшиеся в живых продолжают путь, однако Клэр начинает подозревать Себастьяна, который, в свою очередь, начинает сопротивляться влиянию воображаемой дочери и говорит Клэр, что он не желает им зла.
Снова флешбек. Себастьян организовывает для Анны день рождения в честь ее 11-летия. В тот же вечер их находит группа «видящих», ведомая тем самым священником Эстебаном. «Видящие» вытаскивают Себастьяна и Анну на крышу, где насильно открывают девочке глаза, чтобы она увидела сущностей. Анна немедленно прыгает с крыши, и Себастьян за этим наблюдает, после чего он также видит сущность, но вместо того, чтобы покончить с собой, как все остальные, он становится «видящим» и ему тут же является дочь в виде галлюцинации.
Снова настоящее. Группа идёт по заброшенному городу, но внезапно натыкается на ту самую группу «видящих» под предводительством Эстебана.
Клэр узнает, что Себастьян может ходить без очков, но тот вступает в драку с «видящими». На автомобиле Себастьян довозит Клэр и Софию до фуникулёра, который должен доставить их в замок-убежище.
Себастьян говорит девушкам бежать наверх, а сам вступает в драку с Эстебаном у входа в фуникулёр. В ходе драки оба мужчины наносят друг другу смертельные ранения и погибают. Клэр и София успешно добираются до замка.
Там София находит свою маму.
У Клэр берут кровь на анализ, заявляя, что находящиеся там люди работают над вакциной, которая поможет противостоять сущностям.
В финальных кадрах мы видим, как учёные вводят некую сыворотку крысам, которых после помещают в специальную камеру. Из голоса за кадром становится ясно, что люди поймали одну сущность и теперь проводят над ней эксперименты.

## В ролях
- Марио Касас — Себастьян
- Александра Хорвард — Анна
- Джорджина Кэмпбелл — Клэр
- Диего Кальва — Октавио
- Наиля Шуберт — София
- Леонардо Сбаралья — Падре Эстебан
- Лола Дуэньяс — Изабель
- Патрик Криадо — Рафа
- Гонсало Де Кастро — Роберто
- Мишель Дженнер — Лилиана
- Селия Фрейхейро — Лаура

## Производство
В июле 2020 года было объявлено о начале работы над сиквелом «Птичьего короба». Главную роль в фильме получил Марио Касас. Так же роли получили Джорджина Кэмпбелл, Диего Кальва, Алехандра Ховард, Наиля Шуберт, Патрик Криадо, Селия Фрейхейро с Лолой Дуэньяс, Гонсало де Кастро, Мишель Дженнер и Леонардо Сбаралья. Премьера состоялась 14 июля 2023 года.